# Bernice Mosby
Bernice Tyrone Mosby (ur. 14 lutego 1984 w Avon Park) – amerykańska koszykarka występująca na pozycji niskiej skrzydłowej, obecnie zawodniczka Jiangsu Phoenix.
Jej wuj, Jerome Brown występował na pozycji defensywnego linemena w zespole futbolu amerykańskiego – Philadelphia Eagles.
16 grudnia 2016 została zawodniczką Artego Bydgoszcz. 7 września 2017 podpisała umowę z tureckim Besiktasem CT Stambuł.
11 stycznia 2019 dołączyła do Jiangsu Phoenix.

## Osiągnięcia
Stan na 8 sierpnia 2016, na podstawie, o ile nie zaznaczono inaczej.
NCAA
- Uczestniczka:
  - rozgrywek II rundy turnieju NCAA (2004)
  - turnieju NCAA (2004, 2007)
- Najlepsze nowo przybyła zawodniczka konferencji Big 12 (2007)
- Zaliczona do:
  - składu Honorable Mention All-America (2007 przez AP)
  - I składu:
    - konferencji Big 12(2007)
    - najlepszych pierwszorocznych zawodniczek konferencji Sourteastern (SEC – 2003)
    - SEC Winter Academic Honor Roll (2004)

  - II składu SEC (2005)

Indywidualne
- Najlepsza nowo przybyła zawodniczka ligi francuskiej (2009 według eurobasket.com)[5]
- Uczestniczka meczu gwiazd PLKK (2011)[6]
- Zaliczona przez eurobasket.com do II składu ligi hiszpańskiej (2012)[7]
- Liderka strzelczyń hiszpańskiej ligi LFB (2013, 2015)[8]